# 柴儒
柴儒（1487年—1577年），字伯真，陝西漢中府白河縣軍籍，西安前衛人，明朝政治人物。

## 生平
正德八年（1515年）癸酉科陝西鄉試第五十八名舉人。正德十五年（1520年）會試第一百六十一名，次年殿試，登第三甲第十二名進士。授大名府推官。升戶部主事，遷南京工部員外郎。
居家三十年，卒年九十一。

## 家族
曾祖柴貴；祖父柴玉；父柴澄，曾任縣主簿。母笪氏；繼母李氏。具慶下。
子柴應期，嘉靖戊午陝西鄉試第三名舉人。